# Koningin Wilhelminaweg (Heerenveen)
De Koningin Wilhelminaweg is een weg in Heerenveen die een verbinding vormde met Oranjewoud. Voorheen werd de weg Grindweg of Geruisloze weg genoemd. De Grindweg vormde de oude verbinding met Oranjewoud en werd als landweg reeds genoemd op een kaart van 1680. Oorspronkelijk liep de weg van de Marktweg in oostelijke richting tot hotel Tjaarda in Oranjewoud.
Op 6 september 1948 kreeg het de naam Prinses Wilhelminaweg. Hiertegen maakte de straatnamencommissie bezwaar, want al werd de naam vlak na haar aftreden als koningin gegeven, men was van mening dat iemand die bijna haar hele leven koningin was geweest de titel koningin verdiende en niet prinses. Pas op 22 april 1963, enkele maanden na het overlijden van de prinses, werd de naam officieel gewijzigd in Koningin Wilhelminaweg. De huizen aan de noordzijde van de straat hebben oneven huisnummers, de huizen aan de zuidzijde hebben even nummers. Zijstraten aan de noordelijke zijde waren de Brouwerslaan, Altenalaan en de Lollius Ademalaan. Aan de zuidzijde was ter hoogte van nummer 42 de onverharde Van Bienemalaan richting Oudeschoot.
In 1962 werd aan de noordzijde van de Koningin Wilhelminaweg bungalowpark De Woudzoom aangelegd (in de volksmond De Goudkust genoemd). De ontsluitingsweg van de Woudzoom kreeg dat jaar de naam Koningin Julianaweg, evenals het oostelijke stuk Wilhelminaweg vanaf de aansluiting met de Julianaweg tot hotel Tjaarda. De Koningin Wilhelminaweg werd daardoor een stuk korter. Bij de aansluiting van de Wilhelminaweg-Julianaweg is later het kunstwerk 'De Herten' van Anne Woudwijk geplaatst. De Koningin Wilhelminaweg loopt sindsdien van de Marktweg in Heerenveen tot de Koningin Julianaweg in Oranjewoud. Het westelijke deel van de weg ligt in Heerenveen, het oostelijke deel in Oranjewoud.

## Eerste helft van de twintigste eeuw
De meeste huizen zijn in de jaren twintig en dertig van de twintigste eeuw gebouwd. In de jaren vijftig bestond de bebouwing meest uit vrijstaande huizen. Op de hoek van de Wilhelminaweg en de Tolhuisweg stond verpleeghuis Blau Hûs.

## Jaren vijftig

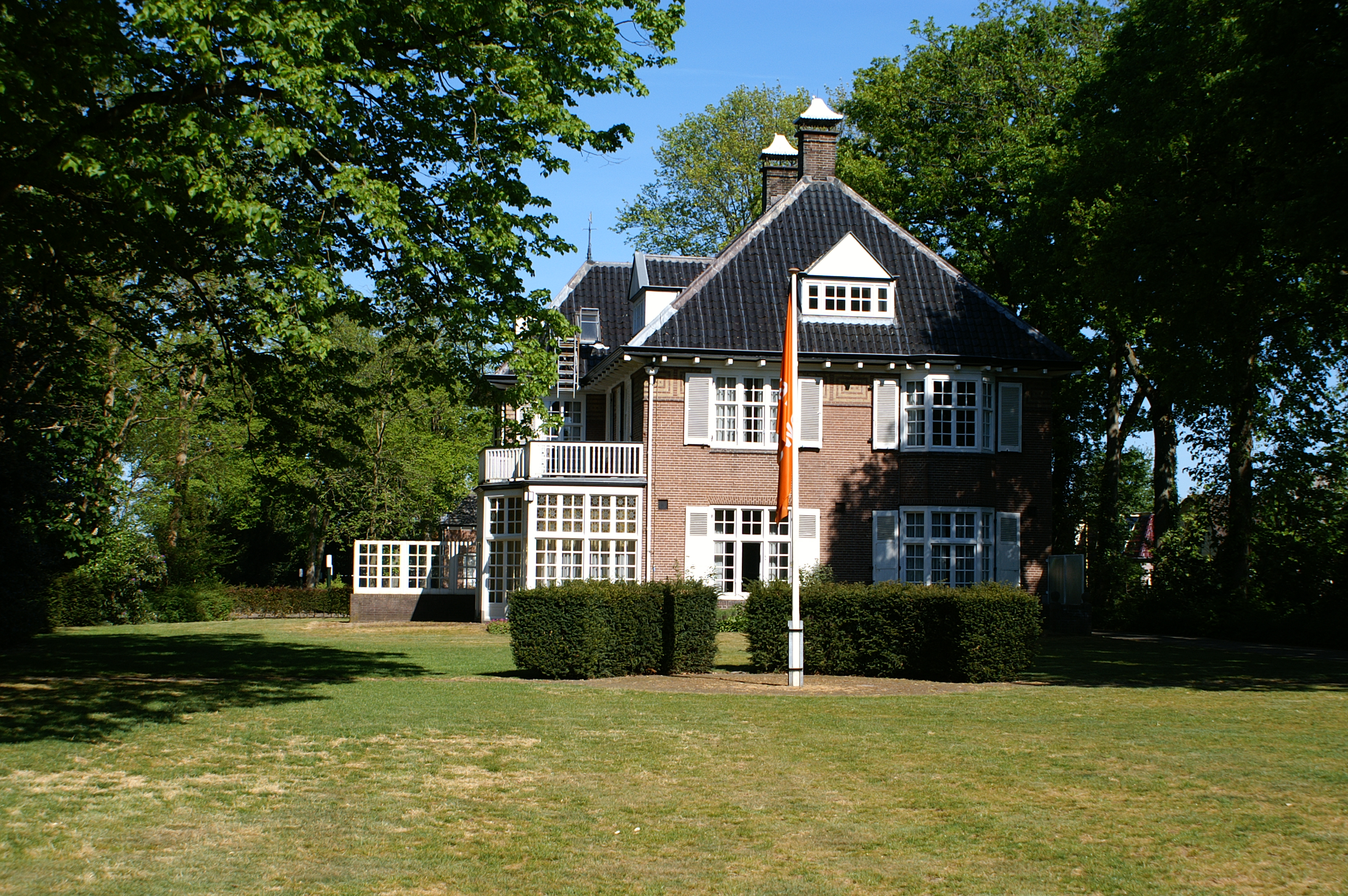
Huize Woudoord

Begin jaren vijftig werd de Rijksweg 32 aangelegd die de Wilhelminaweg doorsneed. De Wilhelminaweg viel daardoor uiteen in twee helften. Voor fietsers en wandelaars was met rood-witte hekken een oversteekplaats gemaakt, de weinige automobilisten die van de ene helft van de Wilhelminaweg wilden, moesten omrijden via de Koningin Julianaweg.
In de jaren zestig waren er naast woonhuizen ook  bedrijven en winkels gevestigd. Zo waren er kruidenier Sietsma, smid/fietsenhandel Bernhard de Jong , fietsenmaker Koning, kapper Abma, melkboer De Jong en een klompenwinkel gevestigd. . Boerderijtjes waren op huisnummer 15 varkensmesterij/paardenfokkerij Jan Douma, op nummer 21 een (k.i-station) en op nummer 68(?) de boerderij van Jonkman. Verder waren op nummer 22 kippenhouderij Frijling, op nummer 44 kwekerij De Vries en op nummer 32 schaatsfabriek Nijdam gevestigd. Op de onbebouwde percelen werden in deze periode nog huizen gebouwd. Op nummer 11 werd begin jaren vijftig een ingenieursbureau gestart in rijksmonument Huize Woudoord uit 1908. Het zou uitgroeien tot het latere Ingenieursbureau Oranjewoud.

## Jaren zestig
In deze jaren werden de bovenaardse elektriciteitsdraden vervangen door ondergrondse leidingen. Eind jaren zestig werd ook de gemeentegrenzen van Heerenveen verlegd. Ook de nieuwe gemeentegrens sneed de Wilhelminaweg in tweeën, de westelijke helft kwam toen te liggen in de wijk Heerenveen-Zuid. Ook de schoolgrens werd daarmee verlegd. Kinderen aan de westelijke zijde van de A32 moesten voortaan in de woonwijk De Akkers naar school, de kinderen aan de oostzijde van de A32 bleven in Oranjewoud naar school gaan. Hierdoor gingen kinderen aan de westelijke zijde naar school. De boerderijtjes verloren hun functie en werden verbouwd tot woonhuis. Het aantal winkels liep achteruit, de kruidenier, de klompenwinkel en de fietsenzaak stopten en werden tot woonhuis verbouwd. Aan het eind van  het decennium werd het weiland met boomgaard bouwrijp gemaakt voor de zijstraat Appelhof met sociale huurwoningen. De verkeersdrukte op de Wilhelminaweg nam hierdoor toe.

## Jaren zeventig
Bij de verbreding van de A32 moest door de toegenomen verkeersdrukte de oversteekplaats die voorheen met rood-witte hekken was aangegeven vervallen. Er kwam een fietstunnel zuidelijk van de oude oversteekplaats, dat bereikbaar was via het nieuw aangelegde Fluwelenlaantje. Dit laantje gaf via de weilanden ook verbinding met het vroegere Oudeschoot, dat voor een groot deel in Heerenveen-Zuid was opgegaan. Het fietspad liep aan de oostelijke kant door naar de Van Bienemalaan en sloot vervolgens weer aan op de Wilhelminaweg in Oranjewoud.
In deze tijd sloot ook de melkboer, het huis moest gesloopt worden bij de verbreding van de A32 tot vierbaansweg. Bij veel huizen werd een garage aangebouwd als de ruimte dat toeliet. Blau Hûs werd na 1972 onderdeel van het nieuw gebouwde Huize Anna Schotanus, dat aan de zuidzijde van Wilhelminaweg 20 werd gebouwd. Aan de Wilhelminaweg kwamen twee toegangswegen naar het shortstayverpleeghuis. Hiervoor werd de kippenhouderij gesloopt en verdween de kwekerij. Het ingenieursbureau op nummer 11 breidde uit en werd na fusies Ingenieursbureau Oranjewoud genoemd.

## Jaren tachtig en daarna
Er zijn nu geen winkels meer in de straat, de schaatsenfabriek werd assemblagewerkplaats. Aan de straat was enkel nog bedrijvigheid bij het ingenieursbureau en Huize Anna Schotanus. De contacten tussen bewoners van het oostelijke en westelijke deel van de Wilhelminaweg werden door de getroffen verkeersmaatregelen allengs minder.